# Армія «Познань»

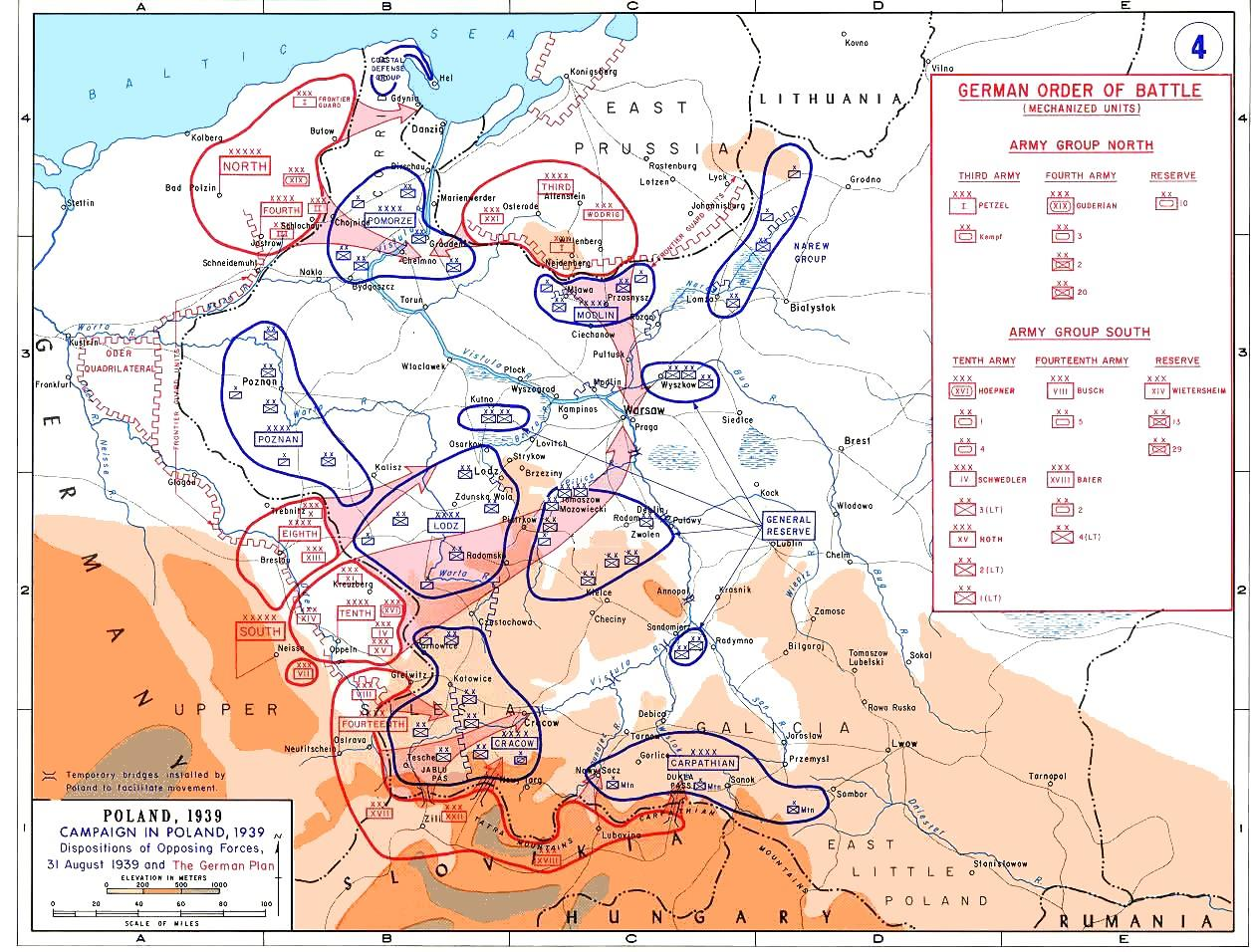
Розстановка польських та німецьких сил на момент початку Другої світової війни

Армія «Познань» (пол. Armia "Poznań") — армія Польщі, яка воювала проти німецьких військ під час Польської кампанії вермахту в 1939 році.
Створена 23 березня 1939 в ході прихованого мобілізаційного розгортання польських військ на основі мобілізаційного плану «W» від квітня 1938. Перший командувач: дивізійний генерал Юліуш Руммель.
Армія була призначена для заповнення проміжку між арміями «Лодзь» (на півдні) та «Помор'я» (на півночі), і прикривати Велику Польщу.
Під час Вересневої кампанії армія під командуванням генерала дивізії Тадеуша Кутжеби воювала у складі чотирьох піхотних дивізій (14-ї, 17-ї, 25-ї і 26-ї), Великопольської і Подільської бригад кавалерії, а також Познанської і Каліської бригад Національної оборони. Спочатку утримувала висунуту на захід територію Великопольщі та була готова діяти як на підтримку Армії «Помор'я», так і Армії «Лодзь».
У наступні вересневі дні армія відіграла ключову роль у двотижневій битві на Бзурі.